# A Country Practice
A Country Practice, es una serie australiana ganadora de varios premios Logie, estrenada el 18 de noviembre de 1981 por la cadena Seven Network hasta el 22 de noviembre de 1993, posteriormente transmitida por la cadena Network Ten de 1994 hasta el 5 de noviembre del mismo año.
El programa fue una de las series más largas y exitosas en Australia [cita requerida].
La serie fue creada por James Davern y contó con la participación de exitosos actores invitados como Nicole Kidman, Robert Helpmann, John Meillon, Baz Luhrmann, Smokey Dawson, Toni Collette, Claudia Black, Ryan Kwanten, Simon Baker, Bob Hawke, Jacqueline McKenzie, Vince Colosimo, Barry Otto, Ivar Kants, Deborah Kennedy, Drew Forsythe, John Jarratt, John Howard, Max Cullen, Michael Caton, Ben Mendelsohn, Rob Carlton, Justine Clarke, Steven Vidler, entre otros...

## Historia
La serie se centra en el personal médico del centro de práctica de médica ubicado en la ciudad rural Wandin Valley en Nueva Gales del Sur y en cómo cada uno de ellos balancea tanto su vida  personal como laboral mientras ayudan, atienden y apoyan a los pacientes que llegan con diferentes problemas médicos entre ellos el suicidio, las adiciones a drogas y el VIH; también exploran temas como el desempleo en los jóvenes y en los aborígenes y su lugar en la sociedad australiana moderna.

## Personajes

### Personajes Principales
| Actor               | Personaje                   | Trabajo     | N.º de episodios | Temporada         |
| ------------------- | --------------------------- | ----------- | ---------------- | ----------------- |
| John Hanlon         | Dr. Terence Elliott         | Doctor      | 986              | 1981 - 1993       |
| Brian Wenzel        | Sgt. Frank Giltoy           | Sargento    | 935              | 1981 - 1993       |
| Joyce Jacobs        | Esme Watson                 | -           | 805              | 1981 - 1993, 1994 |
| Joan Sydney         | Margaret "Maggie" Sloan     | Matrona     | 459              | 1983 - 1993, 1994 |
| Penny Cook          | Victoria "Vicky" Dean-Bowen | Veterinaria | 305              | 1981 - 1993       |
| Diane Smith         | Dra. Alex "Fraser" Elliott  | Doctora     | 246              | 1982 - 1993       |
| Maureen Edwards     | Rosemary Prior              | Matrona     | 243              | 1983 - 1993       |
| Andrew Blackman     | Dr. Harry Morrison          | Doctor      | 240              | 1991 - 1993, 1994 |
| Michelle Pettigrove | Kate Bryant                 | Hermana     | 230              | 1988 - 1993       |
| Matt Day            | Julian "Luke" Ross          | -           | 227              | 1989 - 1993       |
| Kym Wilson          | Darcy Hudson                | -           | 183              | 1989 - 1993       |
| Gavin Harrison      | Hugo Strzelecki             | -           | 161              | 1992 - 1993       |
| Jon Concannon       | Sgt. Tom Newman             | Sargento    | 160              | 1992 - 1993       |
| Judith McGrath      | Bernice Hudson              | -           | 149              | 1992 - 1993       |
| Anne Looby          | Anna "Lacey" Newman         | -           | 148              | 1990 - 1993       |
| Allan Penney        | Percy Hudson                | -           | 114              | 1981 - 1993       |
| Jamie Croft         | Billy Moss                  | -           | 111              | 1992 - 1993       |

#### Personajes Recurrentes
| Actor            | Personaje        | Ocupación | N.º de Episodios | Duración          |
| ---------------- | ---------------- | --------- | ---------------- | ----------------- |
| Vincent Ball     | Ted Campbell     | -         | 21               | 1982 - 1993       |
| Colleen Clifford | Miss Bird        | -         | 18               | 1981 - 1993       |
| Ron Blanchard    | Lennie Sawyer    | -         | 16               | 1985 - 1993       |
| Paul Gleeson     | Ian McIntyre     | -         | 12               | 1986 - 1993, 1994 |
| Kevin Golsby     | Barry Baxter     | -         | 12               | 1982 - 1993       |
| Elaine Lee       | Lillian Saunders | -         | 12               | 1982 - 1993       |
| Michael Watson   | Trevor Jackson   | -         | 12               | 1991 - 1993       |
| Heather Christie | Ivy Whitehead    | -         | 11               | 1982 - 1993       |
| Claudia Black    | Claire Bonacci   | Hermana   | 8                | 1993, 1994        |

#### Antiguos Personajes Principales
| Actor              | Personaje                 | Ocupación | N.º de Episodios | Duración    |
| ------------------ | ------------------------- | --------- | ---------------- | ----------- |
| Lorrae Desmond     | Shirley Dean-Gilroy       | -         | 816              | 1981 - 1992 |
| Gordon Piper       | Robert "Bob" Hatfield     | -         | 741              | 1981 - 1992 |
| Syd Heylen         | Vernon "Cookie" Locke     | -         | 816              | 1982 - 1992 |
| John Tarrant       | Matthew "Matt" Tyler      | -         | 349              | 1988 - 1992 |
| Shane Withington   | Brendan Jones             | Enfermero | 335              | 1981 - 1986 |
| Grant Dodwell      | Dr. Simon Bowen           | Doctor    | 331              | 1981 - 1986 |
| Anne Tenney        | Melissa "Molly" Jones     | -         | 301              | 1981 - 1985 |
| Georgie Parker     | Lucy "Gardiner" Tyler     | Enfermera | 266              | 1988 - 1992 |
| Josephine Mitchell | Jo "Loveday" Langley      | -         | 254              | 1985 - 1989 |
| Kate Raison        | Cathy Hayden              | -         | 236              | 1987 - 1990 |
| Wendy Strehlow     | Judy Loveday              | Hermana   | 213              | 1982 - 1986 |
| Nicholas Bufalo    | Dr. Ben Green             | Doctor    | 206              | 1985 - 1988 |
| Emily Nicol        | Chloe Jones               | -         | 174              | 1983 - 1986 |
| Michael Muntz      | Dr. Cris Kouros           | -         | 164              | 1989 - 1991 |
| Helen Soctt        | Marta Kurtesz             | Matrona   | 126              | 1981 - 1983 |
| Brian Moll         | Muldoon                   | Concejal  | 123              | 1982 - 1992 |
| Brett Climo        | Michael Langley           | -         | 121              | 1987 - 1989 |
| Sophie Heathcote   | Stephanie "Steve" Brennan | -         | 117              | 1990 - 1991 |
| Georgina Fisher    | Jessica "Jessie" Kouros   | -         | 112              | 1989 - 1991 |

#### Antiguos Personajes Recurrentes
| Actor              | Personaje      | Ocupación | N.º de Episodios | Duración    |
| ------------------ | -------------- | --------- | ---------------- | ----------- |
| Caroline Johansson | Donna Manning  | -         | 98               | 1985 - 1988 |
| Mark Owen-Taylor   | Peter Manning  | -         | 88               | 1986 - 1988 |
| Mary Regan         | Ann Brennan    | Matrona   | 83               | 1990 - 1991 |
| Emily Leiding      | Penny Richards | -         | 48               | 1986 - 1988 |
| Annie Davies       | Kelly Shanahan | -         | 35               | 1985 - 1986 |

## Repetición
De 1998 al 2001 la cadena Channel Seven repitió entre semana la serie a las 9:30 a. m.
Del 2002 al 2010 el canal Hallmark de Foxtel transmitió la serie completa dos veces (incluyendo los episodios de 1994 transmitidos en la cadena Ten), su último episodio fue transmitido el 30 de junio del 2010.

## Premios y nominaciones
La serie es la tercera más exitosa en la historia de los premios Logie, ganó más de 29 premios y fue nominado a cinco. El actor Brian Wenzel fue el primero en ganar un premio.
| Año  | Categoría                           | Premio             | Nominado (a)       | Resultado |
| ---- | ----------------------------------- | ------------------ | ------------------ | --------- |
| 1994 | Most Popular Actress                | Silver Logie Award | Kym Wilson         | Nominada  |
| 1993 | Most Popular Actress                | Silver Logie Award | Georgie Parker     | Ganó      |
| 1993 | Most Popular Actress                | Silver Logie Award | Kym Wilson         | Nominada  |
| 1992 | Most Popular Actress                | Silver Logie Award | Georgie Parker     | Ganó      |
| 1992 | Most Popular Actor                  | Silver Logie Award | John Hanlon        | Nominado  |
| 1992 | Most Popular Series                 | Logie Award        | A Country Practice | Nominada  |
| 1991 | Most Notably Actress                | Gold Logie Award   | Georgie Parker     | Nominada  |
| 1991 | Most Popular Actress                | Silver Logie Award | Georgie Parker     | Ganó      |
| 1990 | Most Outstanding Actor              | Silver Logie Award | John Hanlon        | Ganó      |
| 1989 | Most Outstanding Actress            | Silver Logie Award | Joan Sydney        | Ganó      |
| 1990 | Most Popular New Talent             | Logie Award        | Georgie Parker     | Ganó      |
| 1986 | Most Popular Australian Actor       | Silver Logie Award | Grant Dodwell      | Ganó      |
| 1986 | Most Outstanding Actress            | Silver Logie Award | Anne Tenney        | Ganó      |
| 1986 | Most Popular Australian Drama       | Logie Award        | A Country Practice | Ganó      |
| 1985 | Most Popular Lead Actor             | Silver Logie Award | Grant Dodwell      | Ganó      |
| 1985 | Most Popular Lead Actress           | Silver Logie Award | Anne Tenney        | Ganó      |
| 1985 | Most Popular Australian Drama       | Logie Award        | A Country Practice | Ganó      |
| 1984 | Most Popular Actor                  | Silver Logie Award | Grant Dodwell      | Ganó      |
| 1984 | Best Supporting Actress in a Series | Logie Award        | Lorrae Desmond     | Ganó      |
| 1984 | Most Popular Drama Series           | Logie Award        | Anne Tenney        | Ganó      |
| 1984 | New South Wales: Most Popular Show  | Logie Award        | A Country Practice | Ganó      |
| 1983 | Best Juvenile Performance           | Logie Award        | Jeremy Shadlow     | Ganó      |
| 1983 | Best Supporting Actor in a Series   | Logie Award        | Brian Wenzel       | Ganó      |

## Producción
La serie fue producida por James Davern de JNP Productions. La cadena Seven Network transmitió 1,508 episodios de la serie del 18 de noviembre de 1981 hasta el 22 de noviembre de 1993; producida en las instalaciones de producción de ATN-7'S en Epping, Sydney.
Más tarde la serie fue transmitida de abril de 1994 a noviembre del mismo año por la cadena Network Ten, la cual transmitió 30 episodios.
La serie se clasificó en el número 14 en la encuesta hecha durante el programa "50 años 50 programas" en el 2005.

### Lanzamiento del DVD
El DVD sólo se encuentra disponible en Australia, Región 4. Los derechos son de "Beyond Home Entertainment", un distribuidor independiente con base en Melbourne.
- El 3 de abril del 2006 el distribuidos MRA Entertainment lanzó la primera temporada que contenía los 14 episodios de 1981, y la segunda temporada que contenía sólo los primeros 30 episodios de 1982.
- El 11 de abril del 2007 salieron dos cajas con 12 discos que contenían los episodios restantes de 1982 y los primeros episodios de 1983. Más tarde la segunda parte de la tercera temporada (episodios # 149 al # 190) salió en un conjunto de 12 discos.
- Dos discos de la cuarta temporada con los episodios de # 191 al # 280 fueron lanzados el 8 de noviembre del 2007.
- La quinta temporada salió el 23 de abril del 2008 con dos juegos de 12 discos que contenían episodios de 1985.
- El 9 de diciembre del 2009 salió un conjunto de 5 discos titulado "Unforgettable Moments" que contaban con las primeras cinco temporadas.[2]
- La sexta temporada tuvo dos discos, el primero salió el 7 de abril del 2010 mientras que el segundo salió el 9 de junio del mismo año.[3]
- La temporada siete estuvo conformada por dos discos, la primera parte salió el 5 de octubre del 2011 y la segunda el 2 de mayo del 2012.
- El 1 de mayo del 2013 se sacó un DVD titulado "The Early Years" que contiene las primeras seis temporadas.

### Distribución Internacional
Aparte de Australia la serie se transmitió en diferentes compañías del Reino Unido (Yorkshire Television, Central Television, Scottish TelevisionHTV, Carlton Television, Sky Channel y en Carlton Select). También se emitió en varios países europeos como Alemania y Suecia, así como en Hong Kong y en algunas estaciones canadienses.
| País           | Cadena            | Título               | Fecha de Inicio | Fecha de Finalización |
| -------------- | ----------------- | -------------------- | --------------- | --------------------- |
| Alemania       | -                 | Das Buschkrankenhaus | -               | -                     |
| Canadá         | -                 | -                    | -               | -                     |
| Estados Unidos | -                 | -                    | -               | -                     |
| Francia        | -                 | À Coeur Ouvert       | -               | -                     |
| Hong Kong      | -                 | -                    | -               | -                     |
| Irlanda        | RTÉ Two / RTÉ One | -                    | 1988            | -                     |
| Italia         | -                 | -                    | -               | -                     |
| Kenia          | VoK               | -                    | -               | -                     |
| Malta          | -                 | -                    | -               | -                     |
| Noruega        | TV 2              | Hverdagsliv          | -               | -                     |
| Nueva Zelanda  | TV2               | -                    | -               | -                     |
| Reino Unido    | ITV               | -                    | -               | -                     |
| Suecia         | -                 | -                    | -               | -                     |
| Zambia         | -                 | -                    | -               | -                     |
| Zimbabue       | ZBC               | -                    | -               | -                     |